# Fight the Power (Public Enemy)
Fight the Power è un brano musicale del gruppo rap Public Enemy, incluso nella colonna sonora del film Fa' la cosa giusta del 1989 e pubblicato come singolo lo stesso anno dalla Motown Records (lato B: Fight the Power (Flavor Flav Meets Spike Lee)). Nel 1990, una versione modificata venne inclusa nel terzo album del gruppo, Fear of a Black Planet.
Nel 2021 la rivista Rolling Stone l'ha inserita al secondo posto nella lista delle 500 migliori canzoni di tutti i tempi, seconda solo alla versione di Aretha Franklin di Respect.

## Il brano
(Fight the Power, Public Enemy)
Fight the Power ("Combatti il potere") è considerata il testamento politico della band, e il loro singolo di maggior successo. Recentemente, Fight the Power si è classificata al primo posto della classifica VH1's 100 Greatest Hip-Hop's Songs, a dimostrazione dell'impatto della canzone. All'epoca della pubblicazione, il singolo raggiunse la posizione numero 1 nella classifica Hot Rap Singles e la numero 20 nella Hot R&B Singles.
Una versione alternativa del brano è presente nel disco compilation Chuck D Presents: Louder than a Bomb, con un assolo di sassofono da parte di Branford Marsalis.
A proposito della canzone Brian Hardgroove, il bassista del gruppo, disse: «Le forze dell'ordine sono necessarie. Come specie umana non ci siamo evoluti abbastanza da poterne fare a meno. Fight the Power non parla di combattere l'autorità, non è affatto così. Parla piuttosto di combattere l'abuso di potere da parte dell'autorità».
Nel 2004 il brano è stato classificato alla posizione numero 322 della "lista delle 500 migliori canzoni di sempre" redatta dalla rivista Rolling Stone.

### Antefatti
Nel 1988, poco tempo dopo la pubblicazione del loro secondo album It Takes a Nation of Millions to Hold Us Back, i Public Enemy si stavano preparando per la seconda parte europea del Run's House Tour insieme ai Run–D.M.C. Prima di imbarcarsi nel tour, il regista Spike Lee approcciò i Public Enemy con la proposta di incidere una canzone per uno dei suoi film. Lee, che stava dirigendo Fa' la cosa giusta, voleva usare il pezzo come leitmotif del film, che parla delle tensioni razziali nel quartiere di Brooklyn a New York. Egli raccontò della sua decisione nel corso di un'intervista successiva concessa alla rivista Time: «Volevo che il pezzo fosse provocatorio, volevo che fosse arrabbiato, volevo che fosse molto ritmico. Ho pensato subito ai Public Enemy». In una riunione a Lower Manhattan, Lee disse a Chuck D, al produttore Hank Shocklee del The Bomb Squad e al produttore esecutivo Bill Stephney, di avere bisogno di una "canzone inno" per il film.
Mentre si trovava in Italia in tour, Chuck D scrisse la maggior parte del testo della canzone. Circa l'ispirazione egli raccontò: «Volevo avere più o meno lo stesso tema dell'originale Fight the Power degli Isley Brothers e riempirlo con una sorta di visione modernista di cosa il nostro ambiente era in quel particolare momento».

### Registrazione e produzione

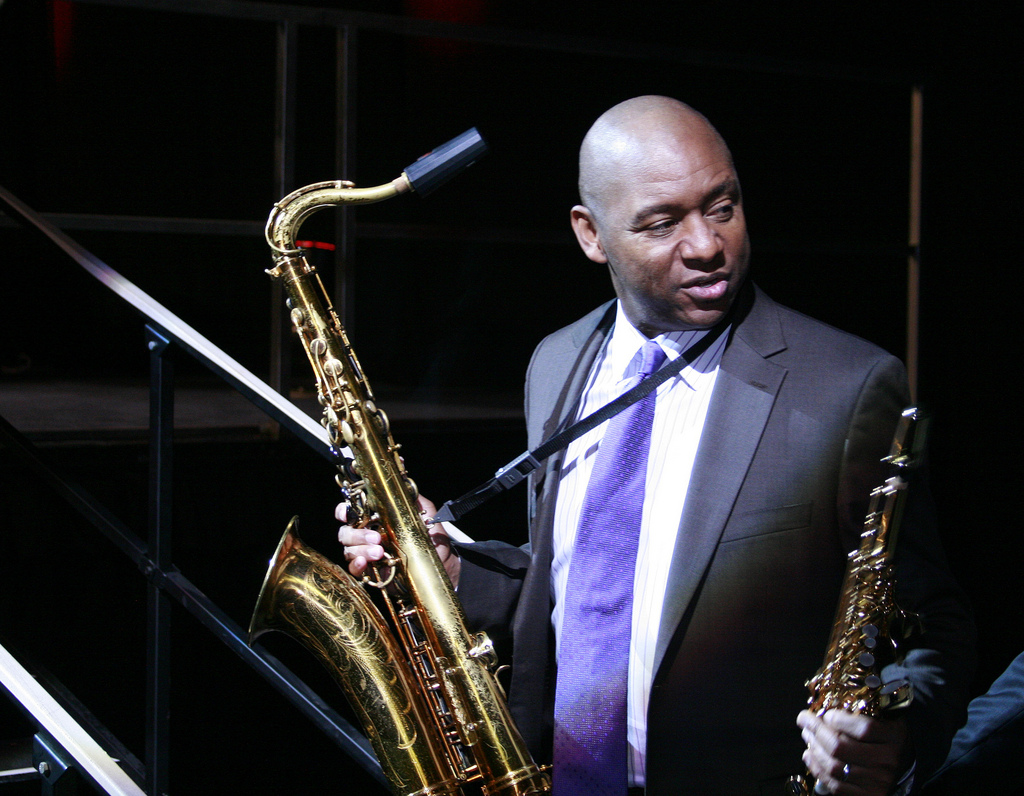
Branford Marsalis (fotografato nel 2011) suonò un assolo di sassofono nella versione del pezzo per la colonna sonora di Fa' la cosa giusta

The Bomb Squad, il team produttivo dei Public Enemy, costruì la musica di Fight the Power, attraverso looping, layering, e trasfigurando numerosi campionamenti. La traccia include solamente due strumenti: il sassofono, suonato da Branford Marsalis, e lo scratching fornito da Terminator X, il DJ del gruppo.
In contrasto alla scuola di pensiero di Marsalis, membri dei Bomb Squad come Hank Shocklee volevano evitare la chiarezza melodica e la coerenza armonica a favore di uno stato d'animo specifico nella composizione. Shocklee gli spiegò che la loro abilità musicale dipendeva da strumenti diversi, esercitati in un mezzo diverso, ed era ispirata da priorità culturali diverse dal "virtuosismo" apprezzato nel jazz e nella musica classica.
Come per altre canzoni dei Public Enemy, The Bomb Squad aggiunse svariati campioni nella traccia, utilizzandoli per completare il testo e l'atmosfera di Fight the Power. I suoni percussivi sono stati posizionati prima o dietro il beat, per creare una sensazione di facilità o tensione. Particolari elementi, come l'assolo di Marsalis, sono stati rielaborati da Shocklee in modo che significhino qualcosa di diverso dalla coerenza armonica. Riguardo alla produzione della canzone, il musicologo Robert Walser, scrisse che l'assolo "è stato accuratamente rielaborato in qualcosa che Marsalis non avrebbe mai pensato di suonare, perché gli obiettivi e le premesse di Schocklee sono diversi dai suoi".
Il 24 agosto 2014, Chuck D postò una fotografia su Twitter di una musicassetta proveniente dallo studio Green St. Recording di New York. L'etichetta sul nastro è marchiata con il logo dello studio e un titolo scritto a mano suggerisce che questo studio sia stato utilizzato per la registrazione della canzone.

### Campionamenti usati nel brano
- Il titolo della canzone e il coro sono ispirati (o presi di peso) dal brano Fight the Power (Part 1 & 2), una canzone funk di protesta del 1975 degli Isley Brothers.
- Teddy's Jam dei Guy
- Bird of Prey degli Uriah Heep
- Hot Pants Road dei The J.B.'s (linea di basso)
- Pump Me Up dei Trouble Funk (percussioni, voce: «Pu-pu-pump»)
- Different Strokes di Syl Johnson (udibile prima della terza strofa)
- I Shot the Sherriff di Bob Marley
- Planet Rock degli Afrika Bambaataa (Voce: «Yeah!»)
- I Know You Got Soul di Bobby Byrd (Voce: «I know you got soul»)
- Sing a Simple Song degli Sly & the Family Stone
- Whatcha See Is Whatcha Get dei The Dramatics (chitarre)
- Let's Dance (Make Your Body Move) di West St. Mob (Voce: «Come on you got it»)
- Funky President di James Brown (udibile dopo il verso «People, people we are the same»)
- Inoltre il testo include allusioni a Funky Drummer e Say It Loud - I'm Black and I'm Proud di James Brown e a Don't Worry, Be Happy di Bobby McFerrin del 1988.

### Testo

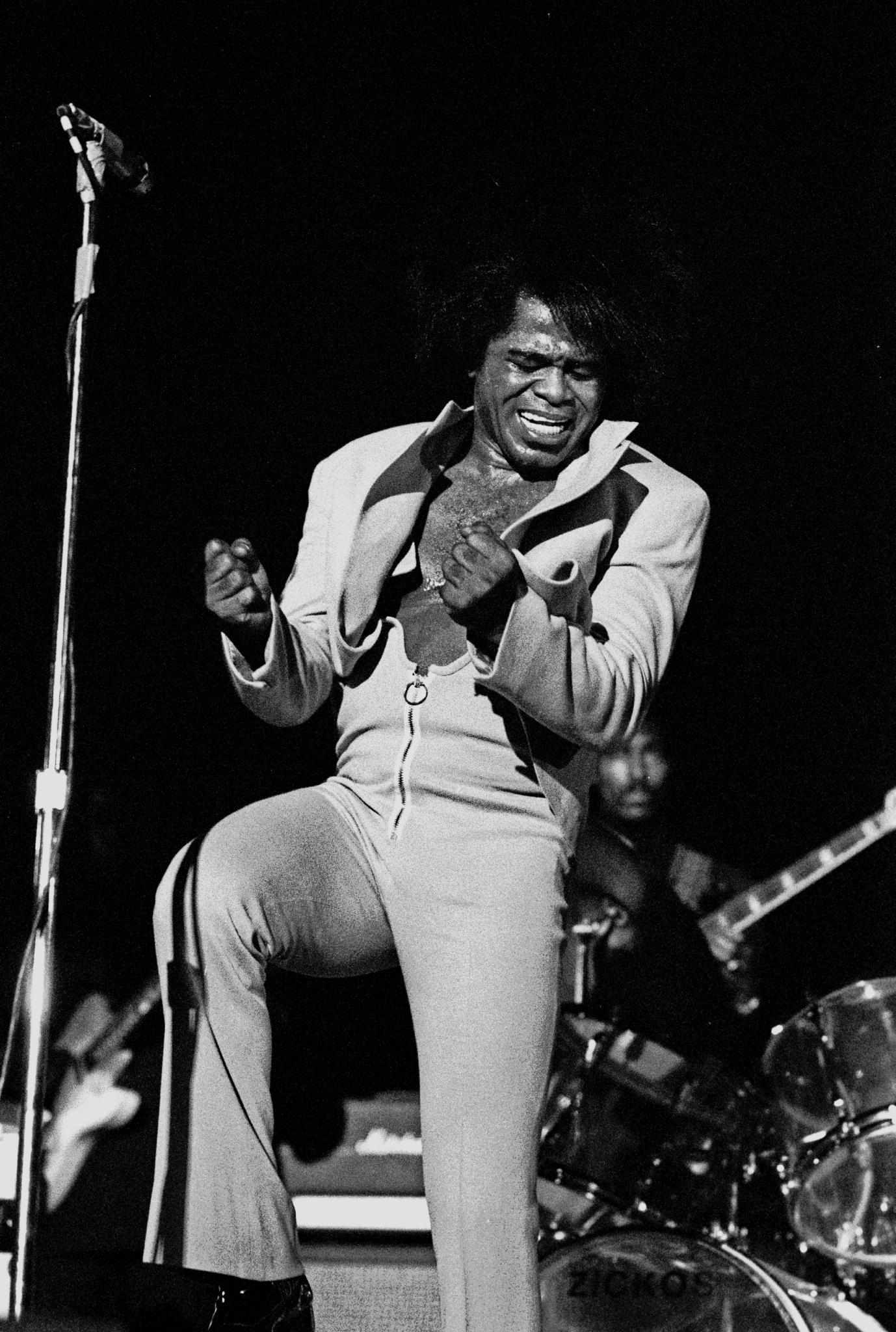
La canzone include vari campionamenti di James Brown (qui fotografato nel 1973)

Il testo di Fight the Power è una retorica rivoluzionaria che chiama a combattere i "poteri forti". I versi sono consegnati da Chuck D, che rappa in tono conflittuale e impenitente. David Stubbs di The Quietus scrive che la canzone "brilla e ribolle di tutta la rabbia controllata e incendiaria e l'intento rivoluzionario dei Public Enemy è al suo apice. È ambientato nell'immediato futuro, una condizione di insurrezione permanentemente e imminente".
Fight the Power si apre con Chuck D che esclama: «1989!». Il testo è declamato dal punto di vista di un afroamericano, che nel primo verso chiama a raccolta tutti i "fratelli e sorelle" promettendo di "divertirli mentre canta e dare loro quello che occorre". Egli chiarisce inoltre la piattaforma ideologica del suo gruppo come artisti musicali: «Now that you've realized the pride's arrived / We've got to pump the stuff to make us tough / From the heart / It's a start, a work of art / To revolutionize» ("Ora che avete capito l'apice è arrivato / Dobbiamo ingrandire la cosa per rafforzarci / Sinceramente / È un inizio, un'opera d'arte / per rivoluzionare"). Nell'affrontare la questione del razzismo, i testi respingono la nozione liberale dell'uguaglianza razziale e la dinamica di trascendere le proprie circostanze per quanto riguarda la propria comunità: «People, people we are the same / No, we're not the same / 'Cause we don't know the game» ("Gente, gente siamo tutti uguali / No, non siamo uguali / Perché non conosciamo il gioco"). Chuck D prosegue chiamando all'attivismo politico le persone e auspicando l'organizzazione intelligente all'interno della comunità afroamericana. Nella strofa, egli si riferisce al suo pubblico con il termine "miei amati", un'allusione alla visione di Martin Luther King Jr. di una "comunità amorevole".
I campioni incorporati nel brano derivano dalla cultura afroamericana, tratti da artisti neri che sono figure importanti nello sviluppo della musica nera della fine del XX secolo. Gli elementi vocali caratteristici di questo sono varie esortazioni comuni nella musica afroamericana e durante le funzioni religiose in chiesa, incluse frasi come «Let me hear you say», «Come on and get down» e «Brothers and sisters», ma anche i "grugniti" tipici di James Brown e le esclamazioni elaborate elettronicamente di Afrika Bambaataa, tratte dalla sua canzone Planet Rock del 1982. I campioni sono rafforzati da allusioni testuali a tale musica, citate da Chuck D nei suoi testi, tra cui «sound of the funky drummer» (Funky Drummer di James Brown e Clyde Stubblefield), «I know you got soul» (Bobby Byrd), «freedom or death» (Stetsasonic), «people, people» (Funky President di Brown) e «I'm black and I'm proud» (Say It Loud - I'm Black and I'm Proud ancora di Brown). Il titolo stesso della traccia è un rimando all'omonima canzone degli Isley Brothers.

#### La strofa su "Elvis"
Una delle strofe più celebri del testo, ed anche una di quelle che ha creato più scalpore è quella che accusa Elvis Presley (e anche John Wayne, altro mito americano) di essere stato un razzista:
But he never meant shit to me you see.

Straight up racist that sucker was,

Simple and plain.

Motherfuck him and John Wayne,

Cause I'm Black and I'm proud!»
Ma non ha mai significato un cazzo per me.

Era uno stronzo razzista,

Puro e semplice.

Fanculo lui e John Wayne,

Perché sono nero e ne sono fiero!»
(Fight the Power - Public Enemy)
La persistenza di tale atteggiamento è stata alimentata dal risentimento per il fatto che Presley, il cui linguaggio musicale e visivo deriva da fonti africane in America, ha riscosso il successo e il riconoscimento culturale e commerciale in gran parte negato ai suoi contemporanei neri. A tutt'oggi, la nozione che Presley ha "rubato" la musica dei neri per edulcorarla e ricavarne profitto, trova ancora dei seguaci.
Chuck D fu ispirato a scrivere la strofa dall'ascolto del brano Blowfly Rapp (1980) dell'artista proto-rap Clarence "Blowfly" Reid, nel quale Reid ingaggia una "battaglia di insulti" con un fittizio membro del Ku Klux Klan che proferisce nei suoi confronti degli insulti razzisti simili attaccando il pugile Muhammad Ali.
Successivamente, lo stesso Chuck D chiarì l'associazione da lui fatta tra Elvis Presley e razzismo. In un'intervista concessa a Newsday in occasione del 25º anniversario della morte di Presley, Chuck D riconobbe che Elvis era tenuto in alta considerazione dai musicisti neri, e che lo stesso Presley ammirava i musicisti afroamericani. Chuck D chiarì che l'obiettivo della "strofa su Elvis" era la cultura dei bianchi che esaltava Elvis come "Re del rock and roll" senza riconoscere i meriti degli artisti neri venuti prima di lui.
Il riferimento a John Wayne è dovuto ai suoi controversi punti di vista personali in fatto di politica, incluse le dichiarazioni razziste fatte dall'attore nell'intervista rilasciata nel 1971 alla rivista Playboy, dove Wayne dichiarò: «Credo nella supremazia dei bianchi finché i neri non saranno educati ad essere responsabili. Non credo nel dare autorità e posizioni di leadership e comando a persone irresponsabili».

## Video musicale

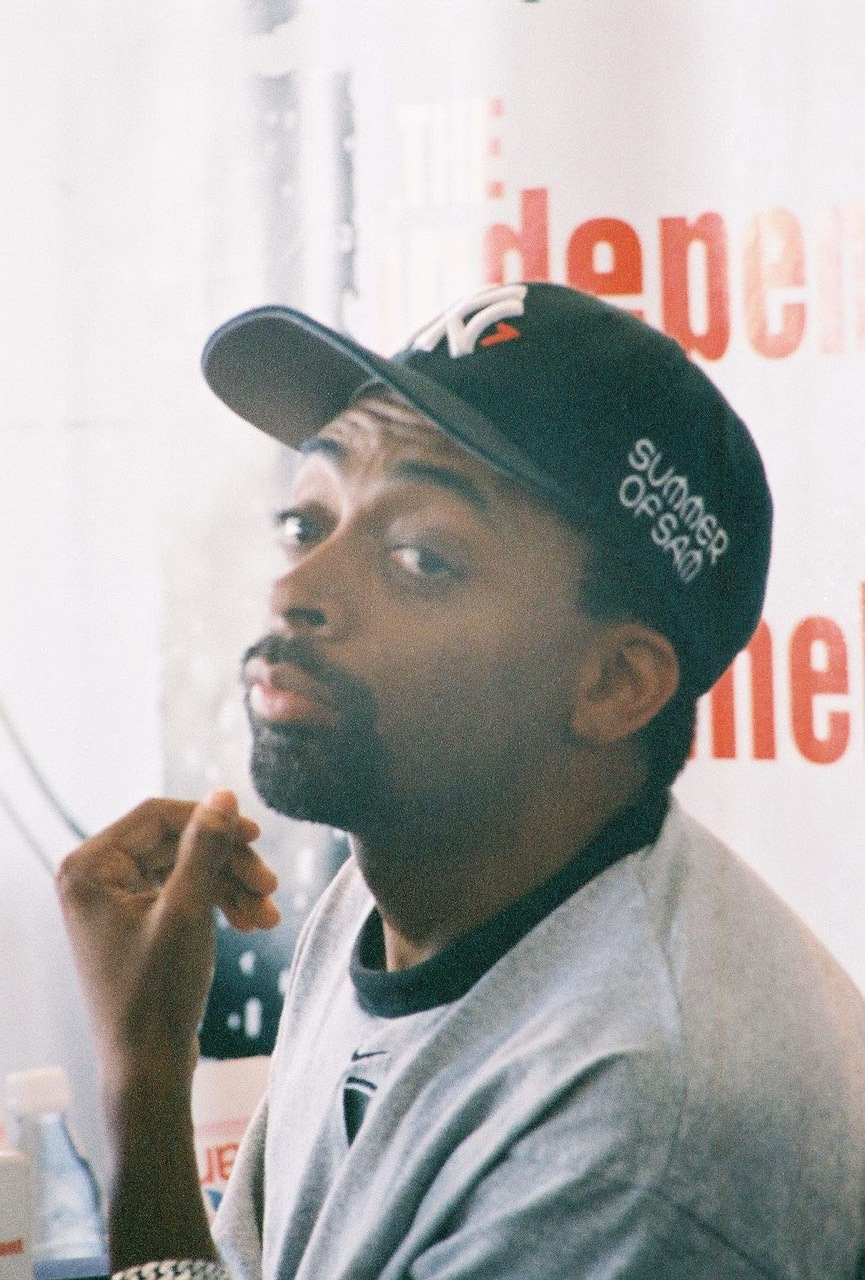
Il regista Spike Lee nel 1999

Spike Lee produsse e diresse due video musicali per la canzone. Il primo contiene varie scene tratte dal film Fa' la cosa giusta. Nel secondo video, Lee usa centinaia di comparse per simulare disordini razziali a Brooklyn. Le comparse portano cartelli con sopra le effigi di Paul Robeson, Malcolm X, Marcus Garvey, Chuck Berry, Sugar Ray Robinson, Angela Davis, Muhammad Ali e Martin Luther King. Il video fu girato a Brooklyn il 22 aprile 1989. Il biografo dei Public Enemy Russell Myrie scrisse che il video "ha [portato] in vita accuratamente [...] l'emozione e la rabbia di una manifestazione politica".
Tawana Brawley fa un cameo nel video. La Brawley era salita alla ribalta dei notiziari nel 1987 quando, all'età di 15 anni, accusò diversi agenti di polizia di averla violentata. Le accuse furono archiviate in tribunale, in quanto gli esami medici non rilevarono alcun segno di violenza e la ragazza fu invece incriminata per falsa testimonianza.

## Riferimenti in altri media
Fight the Power è inclusa nella colonna sonora del film di Spike Lee Fa' la cosa giusta (Do the Right Thing). Il brano si ascolta sui titoli di testa mentre Tina, il personaggio interpretato da Rosie Perez, danza sulle note della canzone. Inoltre, estratti della canzone sono presenti nelle scene che coinvolgono il personaggio di "Radio Raheem", che gira per il quartiere con una grossa radio suonando ad alto volume Fight the Power come simbolo della consapevolezza nera.
Fight the Power è stata inclusa anche nei titoli di testa del documentario Style Wars della PBS circa l'utilizzo dei graffiti nelle città da parte dei giovani come forma artistica di resistenza sociale.
Nel 1989 Fight the Power fu suonata per le strade di Overtown, Miami per festeggiare il verdetto di colpevolezza dell'agente di polizia William Lozano, che sparando a un automobilista nero aveva causato due vittime e una rivolta di tre giorni a Miami che contribuì ad acuire le tensioni tra afroamericani e ispanici. Quello stesso anno, la canzone fu suonata durante i disordini di Virginia Beach tra forze di polizia e afroamericani. Secondo un testimone, i disordini cominciarono dopo che la folla era stata aizzata dal testo della canzone che risuonava da un furgone nero parcheggiato nei pressi.
Fight the Power è stata inserita anche nelle colonne sonore dei film Jarhead (2005), Piovono polpette (2009) e Star Trek Beyond (2016).

## Cover
Fight the Power è stata fatta oggetto di cover dai Barenaked Ladies nel 1991, e dai Korn con il rapper Xzibit nel disco della colonna sonora del film xXx 2: The Next Level. Nel 2011 la band mathcore The Dillinger Escape Plan reinterpretò la canzone insieme a Chuck D nell'album Homefront: Songs for the Resistance; colonna sonora del videogioco Homefront. 